# 草亭
草亭位於重慶市南岸區黃山，抗戰期間美國總統特使馬歇爾曾下榻草亭，所以又稱「馬歇爾別墅」，後蔣經國，蔣介石的侍從室主任張治中等人也曾在此居住。文物遺址年代為1938--1945年，1987年1月23日列為重慶市第二批市級文物保護單位初定名單。1992年3月19日列為重慶市第二批市級文物保護單位。 2000年9月7日列為第一批重慶市文物保護單位。2013年3月5日列為第七批全國重點文物保護單位。